# ГАЕС Huílóng
ГАЕС Huílóng (回龙水电站) — гідроакумулювальна електростанція у центральній частині Китаю в провінції Хенань. Її резервуари створені у сточищі річки Jiujianhe, лівої притоки  Huangya, котра в свою чергу є лівою притокою Байхе (зливається з Tanghe та впадає ліворуч до Ханьшуй, великого лівого допливу Янцзи).
Верхній резервуар створили на лівобережжі Jiujianhe за допомогою греблі із ущільненого котком бетону висотою 54 метра. Разом зі зведеною для закриття сідловини бетонною гравітаційною спорудою висотою 14 метрів вона утримує водосховище з об’ємом 1,8 млн м3 та нормальним рівнем поверхні на позначці 899 метрів НРМ (під час повені до 899,4 метра НРМ).
Нижній резервуар створили на самій Jiujianhe за допомогою греблі із ущільненого котком бетону висотою 53 метра, яка утримує сховище з об’ємом 1,7 млн м3 та нормальним рівнем поверхні на позначці 502 метра НРМ (під час повені до 506,4 метра НРМ).
Резервуари знаходяться на відстані 1,4 км один від одного. Розташований між ними підземний машинний зал обладнали двома оборотними турбінами потужністю по 60 МВт, котрі використовують номінальний напір у 379 метрів (максимальний напір до 416 метрів).
Зв’язок із енергосистемою відбувається по ЛЕП, розрахованій на роботу під напругою 220 кВ.